# Hanns Peurlin der Mittlere
Hanns Peurlin der Mittlere, auch: Hans Beierlein, Johannes Peurlin, Hanns Peurlin der Mittlere (* um 1440 in Augsburg?; † um 1507 in Augsburg?), war ein Bildhauer am Übergang von Spätgotik und Renaissance und hat in Augsburg eine spezialisierte Werkstatt für hochrangige Marmorepitaphe betrieben.

## Leben
Hanns Peurlin der Mittlere war der Sohn eines gleichnamigen Vaters, der zur Unterscheidung der Ältere genannt wird, und eine Bildhauerwerkstatt in Augsburg betrieb. Erste Arbeiten lassen sich ab 1483 nachweisen, und er dürfte bald nach 1507 verstorben sein.

## Werke (Auswahl)
- Grabmal für den Passauer Bischof Friedrich Mauerkircher († 1485) in der Stadtpfarrkirche Braunau am Inn.
- Grabmal für Bischof Friedrich II. von Zollern im Dom zu Augsburg.
- Grabmal für den Chiemseer Bischof Georg Altdorfer in der Altdorfer Kapelle der Landshuter St.-Martins-Kirche (um 1495).[1]
- Grabmal für Bischof Wilhelm von Reichenau im Dom zu Eichstätt.

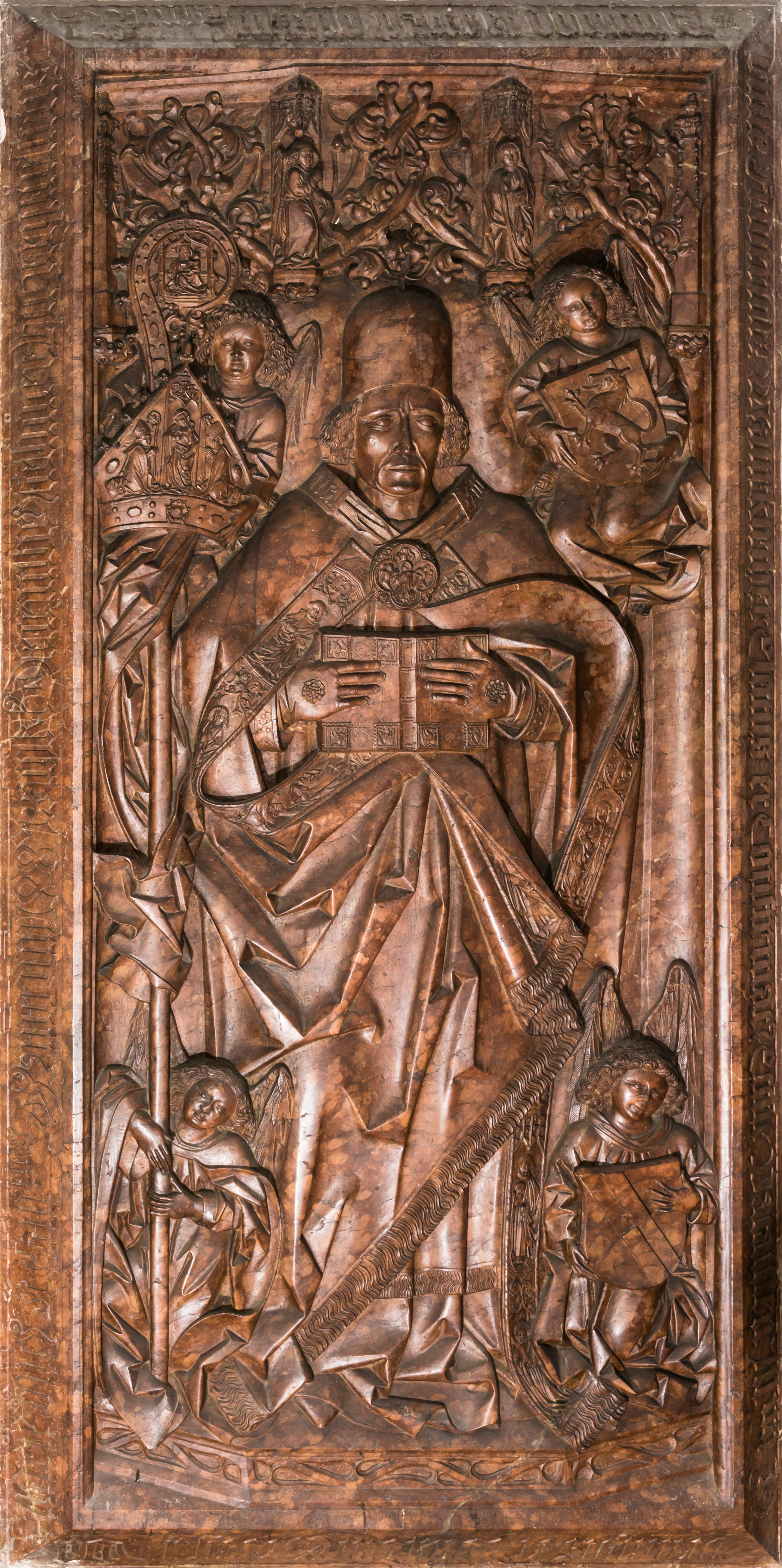
Stadtpfarrkirche Braunau, Epitaph für Friedrich Mauerkircher († 1485), Bischof von Passau
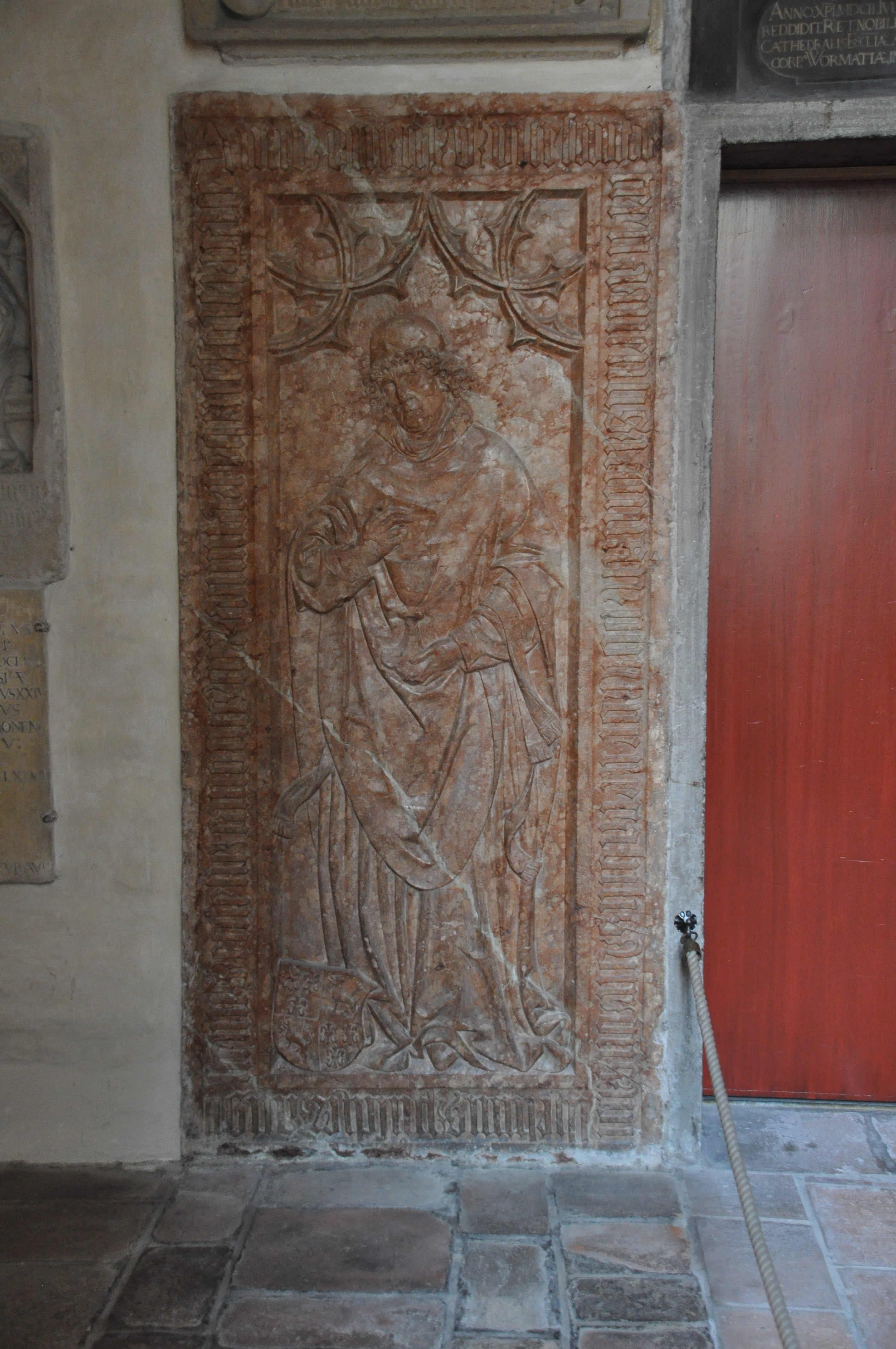
Augsburg, Dom, Kreuzgang, Westflügel, 2. Joch, Grabplatte für Wilhelm Peuscher († 23. Januar 1500)
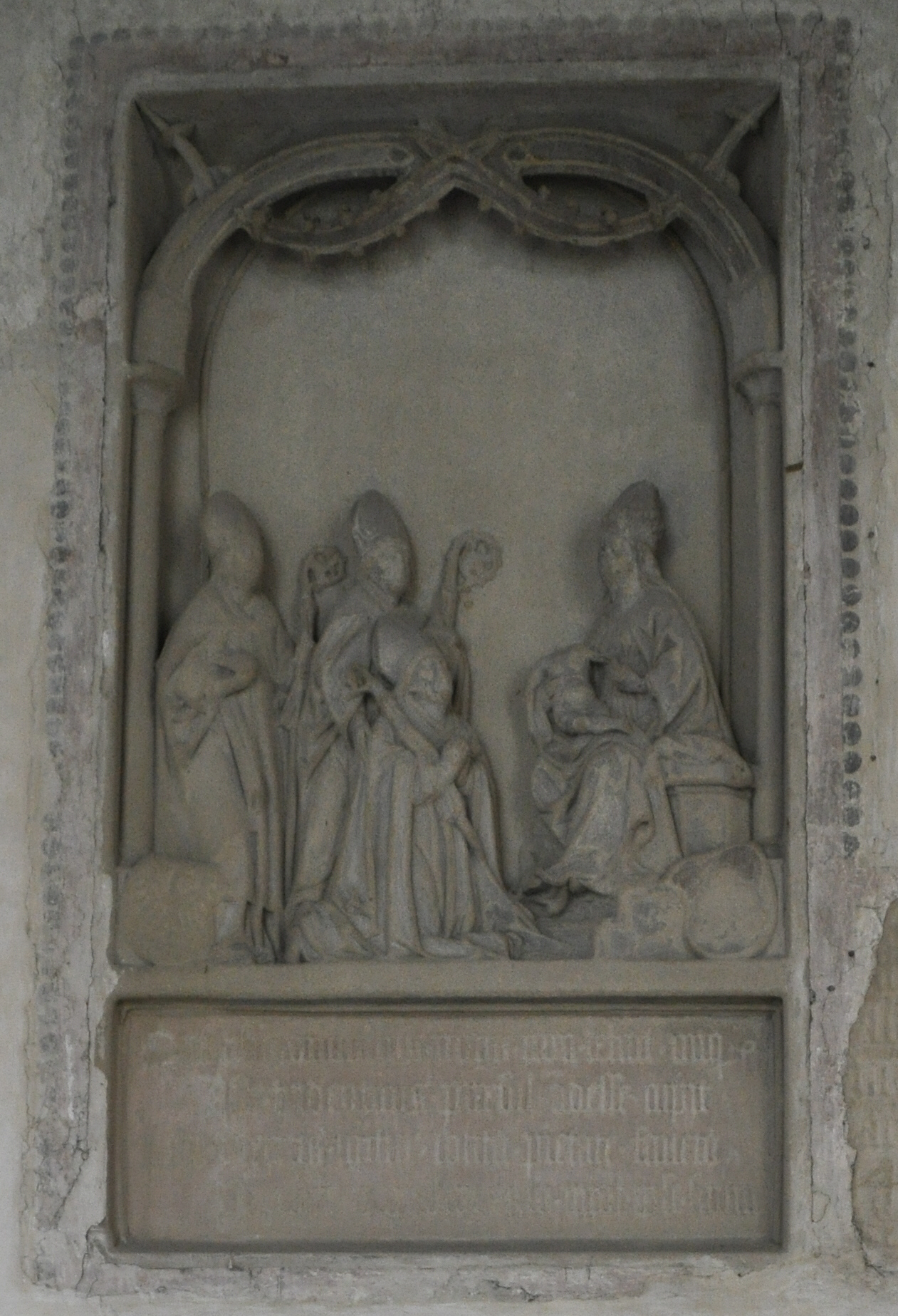
Augsburg, Dom, Kreuzgang, Nordflügel, 6. Joch, Epitaph für Ulrich von Frundsberg († 1493), Bischof von Trient
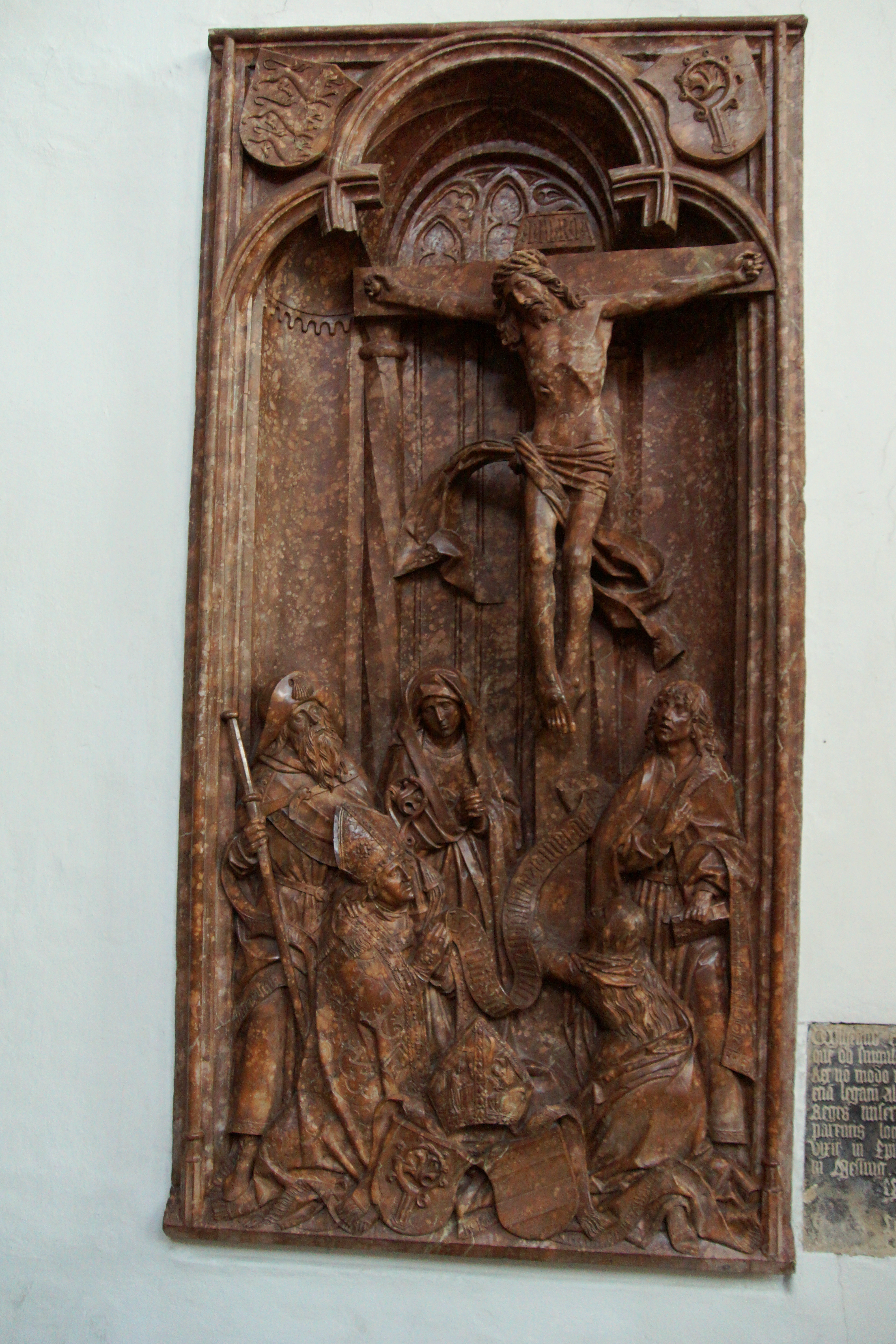
Eichstätt, Dom, Willibaldschor, Südwand, Epitaph für Wilhelm von Reichenau († 1496), Bischof von Eichstätt